# Sphinx crassistriga
Sphinx crassistriga ist ein Schmetterling (Nachtfalter) aus der Familie der Schwärmer (Sphingidae).

## Merkmale
Die Falter haben distal verdickte Fühler, die einen großen braunen Fleck über den größten Teil der Dorsalseite tragen. Die Oberseite des Körpers ist blass-braun, wobei der blasseste Bereich an den Seiten liegt. Von den Fühlerbasen bis zum Kragen verläuft auf jeder Seite eine schräge schwarze Linie. Der Rand des Kragens und insbesondere der obere Rand der Tegula am Mesothorax sind breit schwarz gefärbt. Der Hinterleib trägt auf der Oberseite mittig eine schwarze Linie und außerdem an den Seiten schwarze Flecken. Der Saugrüssel ist kurz und schwach. Die Palpen sind schlank und rau behaart. Ihr erstes Segment ist blass. Die Schienen (Tibien) der vorderen und mittleren Beine tragen apikal nur wenige Sporne. Das Paronychium trägt keine Loben.
Die Oberseite der Vorderflügel ist braun mit bräunlich-schwarzen Flecken: Zwei sehr schräg verlaufende antemediane Costallinien durchkreuzen den Apex der Diskalzelle. An sie grenzt ein kurzer Wisch auf der Diskalzelle an und ein schwarzer Wisch setzt sich von der Flügelader CuA2 zum Flügelinnenrand fort, den er ungefähr 5 Millimeter vor der Basis trifft und zu der er weiterläuft. Der Raum zwischen den Wischen verdunkelt sich posterior. Zwei kräftige diskale Wische befinden sich nach den Adern M3 und CuA1; der vordere ist bei der Nominatunterart länger, jedoch weniger deutlich ausgeprägt als bei der Unterart Sphinx crassistriga aino. Ein dritter Wisch reicht von der Ader M1 zu M2 und verläuft schräger. Die Diskallinien, die durch diese Wische durchkreuzt werden, sind nicht auffällig und als schwarz-braune Flecken ausgebildet, die jenseits der Ader CuA2 deutlicher werden. Apikal befindet sich ein kräftiger schräger Wisch und einige Submarginalflecken. Der Flügelsaum ist bräunlich-schwarz mit weißen Flecken.
Die Unterseite beider Flügelpaare ist gräulich-braun. Die Unterseite der Vorderflügel trägt eine schwach ausgebildete Diskalbinde, die näher am Außenrand als an der Diskalzelle verläuft. Außerdem ist eine feine Apikallinie ausgebildet. Die Hinterflügel sind auf der Oberseite braun, wobei sie basal blasser sind. Der Flügelsaum ist weiß gefleckt. Die Unterseite der Hinterflügel trägt zwei schwach ausgebildete distale Binden.
Die Unterart Sphinx crassistriga aino ist kleiner als die Nominatunterart und hat bläulich-grau bestäubte Vorderflügeloberseiten. Außerdem sind die zwei schwarzen Wische nach den Adern M3 und CuA1 schmaler, aber deutlicher zu erkennen.
Die Raupen sehen im letzten Stadium der grünen Farbform des Kiefernschwärmers (Sphinx pinastri) ähnlich, sind jedoch kräftiger gebaut. Außerdem fehlen ihnen die feinen, dunklen, die Segmente umfassenden Linien. Die Raupen sind an den Seiten apfelgrün und tragen gelbe Punkte. Eine unterbrochene rein weiße Linie verläuft beidseits der Mitte des Rückens vom Kopf bis zum letzten Segment. Ventrolateral verlaufen jeweils ähnliche Längslinien. Eine breitere rötlich-braune Linie verläuft ebenso vom Kopf bis zum letzten Segment. Diese Linie ist beidseits durch eine unterbrochene, rein weiße Binde begrenzt. Das Analhorn ist dunkel rötlich-braun und granuliert. Es befindet sich inmitten einer dunklen Dorsallinie. Der Kopf ist oval und hat zwei vertikale mittelbraune Wangen und zwei dunkelbraune Steifen im Gesicht. Der Nachschieber und die Analklappen sind rötlich-braun. Die Stigmen sind düster-orange gefärbt.

## Vorkommen
Die Nominatunterart ist in den Bergregionen Honshūs, Shikokus und Kyūshūs in Japan endemisch. Sphinx crassistriga aino ist auf Hokkaidō endemisch.

## Lebensweise
Die Nominatunterart ist von Mitte Mai bis Ende August (Honshū), Anfang Juni bis August (Shikoku) und Mitte August (Kyūshū) nachgewiesen. Auch wenn die meisten Falter zwischen Mitte Juli und Mitte August gefangen wurden, legen einzelne Fänge von Mitte Mai bis Ende Juni eine zweite Generation im Jahr nahe. Die zweite Unterart fliegt normalerweise in einer Generation mit Schwerpunkt von Ende Juni bis Mitte/Ende Juli, mit Einzelfunden jedoch schon ab April.
Die Raupen fressen an Kiefern (Pinus), es gibt jedoch auch Nachweise an Lärchen (Larix) und Tannen (Abies).

## Belege